# Scrophularia glabrata
Scrophularia glabrata är en flenörtsväxtart som beskrevs av William Aiton. Scrophularia glabrata ingår i släktet flenörter, och familjen flenörtsväxter. Inga underarter finns listade i Catalogue of Life.